# Novi Lazi (Brod Moravice)
Pour les articles homonymes, voir Novi Lazi.
Novi Lazi est une localité de Croatie située dans la municipalité de Brod Moravice, comitat de Primorje-Gorski Kotar. En 2001, la localité comptait 9 habitants.

## Démographie
| 1948 | 1953 | 1961 | 1971 | 1981 | 1991 | 2001 |
| ---- | ---- | ---- | ---- | ---- | ---- | ---- |
| 33   | 38   | 30   | 22   | 17   | 15   | 19   |